# Агузаров, Ахсарбек Татарканович
Ахсарбе́к Татарка́нович Агуза́ров (осет. Ӕгъуызарты Тӕтӕрхъаны фырт Ӕхсарбег; 21 апреля 1922 года — 11 ноября 1994 года) — советский писатель, журналист, сценарист, кинодраматург, основоположник северокавказского телевизионного кино, народный писатель Осетии, председатель Государственного комитета по телевидению и радиовещанию Северо-Осетинской АССР (1963—1982).

## Биография
Родился в селении Згид в Северной Осетии. В 1924 году переехал вместе с родителями в Ставд-Дурта, а c 1935 года проживал в Алагире. Работал редактором Алагирской районной газеты «Заря», заведующим отделом пропаганды Алагирского райкома КПСС. В 1948 году А. Агузаров направлен на учёбу в областную партийную школу, одновременно заочно учился в Северо-Осетинском пединституте. После окончания партийной школы ряд лет работал секретарем Алагирского райкома КПСС, редактором республиканской газеты «Растдзинад», заместителем заведующего отделом пропаганды и агитации Северо-Осетинского обкома КПСС. С 1960 по 1962 г. учился на Высших литературных курсах литературного института в Москве.
С 1963 по 1982 г. был председателем Государственного комитета по телевидению и радиовещанию Северо-Осетинской АССР.

## Телевидение и кинематограф
Ахсарбек Агузаров возглавил Северо-Осетинское телевидение и радио (Государственный комитет по телевидению и радиовещанию Северо-Осетинской АССР) в 1963 году. В 1960-е годы основал производство телевизионного кино. Северо-Осетинская студия телевидения стала на многие годы фильмопроизводящей базой на Северном Кавказе для Центрального телевидения. На этой базе было снято свыше 40 художественных фильмов, более 400 документальных картин и фильмов-концертов. Почти все они были неоднократно показаны по каналам Центрального телевидения, по «Орбите», тиражировались по базовым студиям страны и направлялись в зарубежные страны. Агузаров написал несколько радио- и телевизионных пьес («Враги», «В годы боевые» и др.).
По сценариям, написанным Агузаровым, сняты художественные фильмы «Последний снег», «В горах реки бурные» (режиссёр Владимир Чеботарёв, Северо-Осетинское телевидения, 1974), «Во всём виновата Залина» (режиссёр Роберт Меркун, Северо-Осетинское телевидение, 1977), «Буйный Терек» (режиссёр-постановщик Измаил Бурнацев, Северо-Осетинское телевидение, 1981).